# Diocèse d'Aberdeen
Le diocèse d'Aberdeen (en latin : dioecesis Aberdonensis ; en anglais : diocese of Aberdeen) est une Église particulière de l'Église catholique dans l'extrême nord de l'Écosse. Érigé en 1878, le diocèse est suffragant de l'archidiocèse de Saint Andrews et Édimbourg. On comptait près de 20 000 baptisés pour 700 000 habitants en 2004. Son siège est à la cathédrale Sainte-Marie d'Aberdeen.

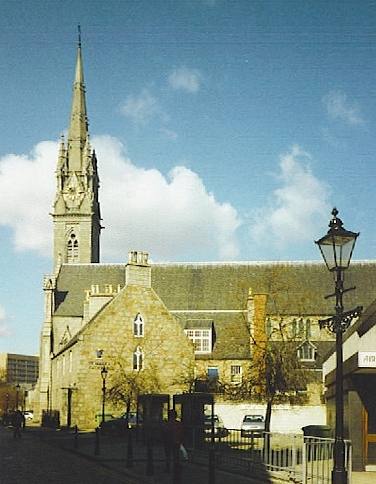
La cathédrale Sainte-Marie d'Aberdeen.